# Изнасилование Бельгии
Изнасилование Бельгии (англ. The Rape of Belgium) — совокупное название военных преступлений Германской имперской армии, совершённых в Бельгии в ходе оккупации 1914—1918 годов.

## Предпосылки
Вторгнувшись на территорию Бельгии в августе 1914 года,  германские войска столкнулись с партизанским сопротивлением. Несмотря на то, что масштабы партизанской борьбы оказались куда меньшими, чем их рисовала официальная германская пропаганда, солдаты Германии даже после установления полного контроля над Бельгией с подозрением относились к местному населению, опасаясь враждебных действий с его стороны. Ситуацию обостряли воспоминания германских солдат о противодействии франтирёров во время франко-прусской войны, которые поспособствовали установлению верховенства военной необходимости над нуждами и правами мирного населения.

## Состав преступлений

### Убийства мирных жителей
Первое убийство некомбатантов солдаты Германской империи совершили 4 августа 1914 года в приграничной коммуне Эрв, застрелив одного из двух мужчин, убегавших от колонны немецкой техники. Далее, в контексте штурма Льежа, стало известно ещё о нескольких десятках случаев убийств мирных бельгийцев в коммуне Мелен, в том числе девятилетней девочки. Расстрелу по подозрению в атаке на  германских солдат подверглись также около 50 жителей коммуны Сумань. Недалеко от поля, на котором их расстреляли было найдено ещё около 20 трупов мирных жителей, среди которых была убитая 13-летняя девочка.
Подобные зверства немцы оправдывали предшествующим расстрелу нападением гражданских лиц на солдат германской армии. В число расстрелов по этой причине вошли: события в Льеже 19—20 августа 1914 года, в ходе которых на Университетской площади города было убито несколько десятков мирных жителей, в том числе группа студентов из Российской империи, обвинённых генералом Ричардом Колеве в организации мятежа в городе; события в городе Анден, учинённые немецкими солдатами 20 августа 1914 года, причиной которых был объявлен обстрел германских позиций в занятом городе с левого берега Мааса, квалифицированный немцами, как нападение на них жителей города, находящихся на правом берегу реки и отрезанных от левого взорванным мостом.
В Андене немцы также впервые использовали мирное население в качестве живого щита, прикрыв выжившими анденцами понтонный мост, подвергавшийся обстрелам со стороны бельгийских фортов. Ещё один подобный случай произошёл во время битвы при Монсе, где  германские войска прикрывали от огня мирными жителями уже не технические сооружения, а свой личный состав.
Ближе к концу войны и особенно после казни медсестры Эдит Кэвелл убийства мирных жителей всё чаще стали заменяться тюремным заключением. Всего же за время оккупации было убито около 6000 мирных бельгийцев.

### Сексуальное насилие
Первые сообщения об изнасилованиях, совершённых германскими солдатами, датируются 21 августа 1914 года. Тогда, на следующие сутки после резни в Льеже, очевидцы запечатлели около 20 изнасилований только на Университетской площади города.

### Разрушение инфраструктуры
Разъярённые поражением при атаке форта Флерон во время штурма Льежа, германские солдаты, отступив в ранее захваченные населённые пункты, принялись поджигать в них дома и убивать всех мирных жителей, казавшихся им подозрительными. С 8 по 10 августа 1914 года немцами в Эрве было сожжено около 300 домов, с находящимися внутри жильцами, не имевших возможность покинуть строения из-за намеренных выстрелов германских солдат в оконные и дверные проёмы. С 14 по 15 августа огнём была почти полностью уничтожена деревня Визе.

## Общественный резонанс
28 декабря 1914 года Кейт Хьюм, семнадцатилетняя девушка из Дамфриса предстала перед Высоким судом Эдинбурга за публикацию
двух писем в местной газете. Первое письмо, предположительно за авторством
её сестры Грейс Хьюм, представляло из себя предсмертное послание. Второе, от коллеги Грейс, медсестры Маллард, подробно рассказывавшее о том, как германские солдаты отрезали груди у Грейс Хьюм и оставили её истекать кровью на полу госпиталя в бельгийском Вилворде, где она служила полевой медсестрой. Суд счёл оба письма поддельными и приговорил Кейт Хьюм к испытательному сроку по обвинению в фабрикации «отвратительной и омерзительной истории», намеренно
«шокирующей и повергающей в ужас» общественность. Спустя девять месяцев британский политик и историк Джеймс Брайс опубликовал ставший международной сенсацией отчёт о преступлениях Германии, в котором подтверждались случаи подобных и других бесчинств, совершённых  германскими солдатами в ходе оккупации Бельгии.

## В культуре
После прочтения отчёта Брайса американский художник-реалист Джордж Беллоуз создал цикл антивоенных картин и литографий «Военная серия», частично основанный на свидетельских показаниях из доклада Джеймса Брайса.